# Vilsandi (wieś)
Vilsandi – wieś w Estonii, w prowincji Sarema, w gminie Kihelkonna.